# Arie Haan
Pour les articles homonymes, voir Haan.
Arend Haan (prononcé en néerlandais : [ˌaːrɛnt ˈɦaːn]), dit Arie Haan, né le 16 novembre 1948 à Finsterwolde, est un ancien footballeur international néerlandais devenu entraîneur.
Joueur, il dispute deux finales de Coupe du monde avec les Pays-Bas, en 1974 et 1978, et remporte de très nombreux titres dans les trois clubs où il évolue principalement : l'Ajax Amsterdam, puis le RSC Anderlecht et le Standard de Liège en Belgique. Il fait partie du Club van 100. Il entame ensuite une riche carrière d'entraîneur, d'abord en Europe puis à travers le monde depuis les années 2000. Il est notamment sélectionneur de la Chine, du Cameroun puis de l'Albanie.

## Biographie

### Carrière en club

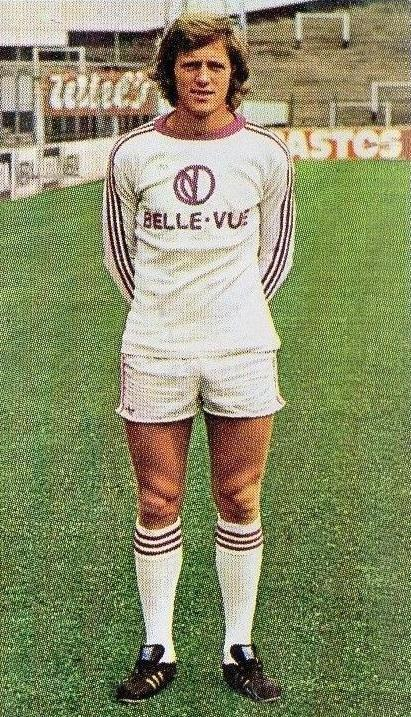
Arie Haan en 1975 au RC Anderlecht.

Arie Haan joue au poste de défenseur ou milieu de terrain, principalement avec l'Ajax Amsterdam et Anderlecht. Il remporte notamment la Coupe des clubs champions européens en 1971, 1972 et 1973, la Coupe intercontinentale en 1972 et la Supercoupe d’Europe en 1973 avec le club amstellodamois, puis avec le club bruxellois deux fois la Coupe d'Europe des vainqueurs de coupe et deux autres fois la Supercoupe d’Europe, en 1976 et 1978. Ce palmarès fait qu'il reste longtemps le joueur européen le plus titré en compétitions internationales inter-clubs (dix titres, et cinq coupes d'Europe en huit saisons), jusqu'à être dépassé par Paolo Maldini en 2007.
Arie Haan est aussi parmi ceux qui ont disputé le plus de finales de Coupes européennes (huit), puisque, outre les cinq qu'il a gagnées, il a perdu deux finales de Coupe des coupes, en 1977 avec le RSC Anderlecht contre Hambourg SV, et en 1982 avec le Standard de Liège contre le FC Barcelone au Camp Nou.
Avec l'Ajax Amsterdam et la sélection, il est un acteur du « football total » qui révolutionne le football des années 1970, où les joueurs défensifs comme lui étaient appelés à se porter en attaque dès que l'occasion se présentait.

### Carrière en équipe nationale

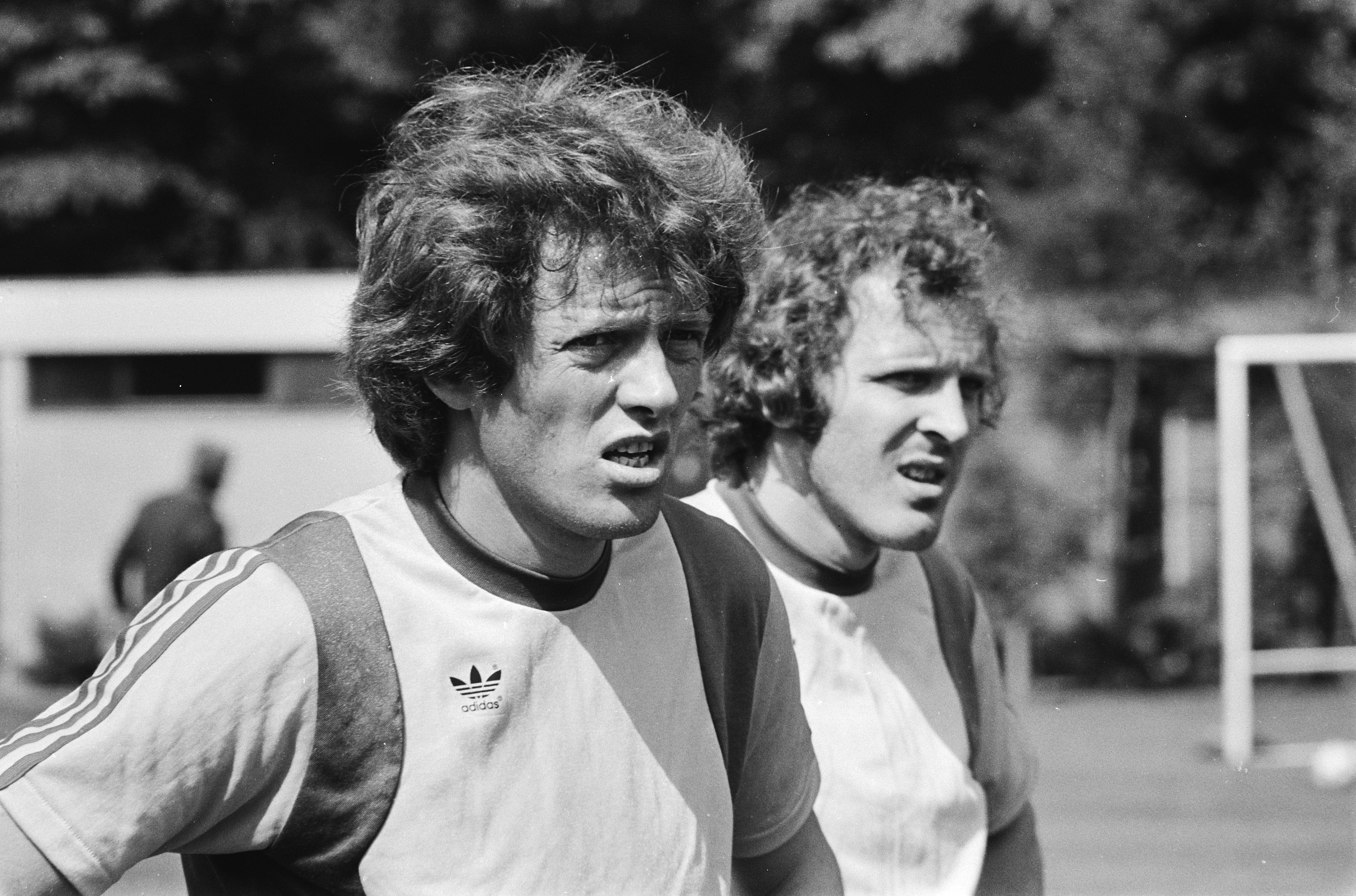
Arie Haan et Willy van de Kerkhof en 1980.

Avec l'équipe des Pays-Bas il a été deux fois finaliste de la Coupe du monde de football, dont il dispute 13 matchs au total. Titulaire lors des deux finales, il s'incline en 1974 contre l'équipe d'Allemagne et en 1978 contre l'équipe d'Argentine, chaque fois le pays d'hôte.
Arie Haan compte 35 sélections et a marqué 6 buts,. Il s'est beaucoup distingué par ses tirs lointains, dont un but de 30 mètres marqué contre l'équipe d'Italie et son gardien Dino Zoff qui qualifie les Pays-Bas pour la finale de la Coupe du monde 1978, répétant ceux-ci à l'occasion des deux finales mondiales disputées par son équipe.

### Carrière d'entraîneur

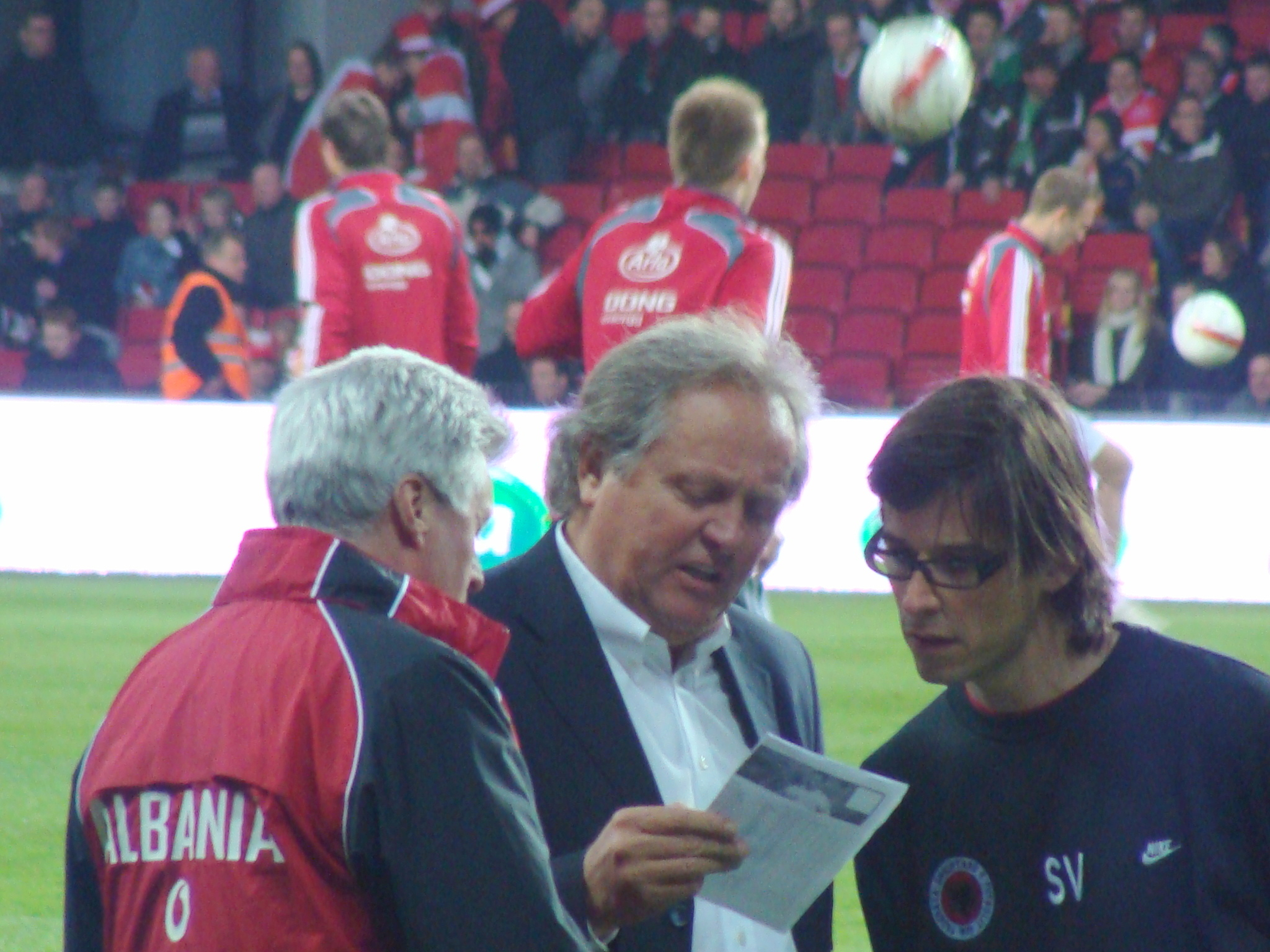
Arie Haan avec l'Albanie en 2009.

Après sa carrière de joueur il s'est reconverti en entraîneur. Il remporte notamment la coupe de Belgique 1993 avec le Standard de Liège. Il prend en charge l'équipe de Chine pendant deux ans, avec une qualification en finale de la coupe d'Asie en 2004. Il a démissionné quand cette équipe n'est pas parvenue à se qualifier pour la Coupe du monde de football de 2006. Auparavant il avait entraîné les équipes du Sporting d'Anderlecht et de Feyenoord Rotterdam. 
Il dirige durant plusieurs mois les Lions indomptables du Cameroun entre 2006 et 2007. Puis, à partir de janvier 2008, il est le sélectionneur de l'équipe d'Albanie mais il démissionne le 15 avril 2009 faute de résultats. Il entraîne l'équipe chinoise de Chongqing Lifan en 2009 puis le Tianjin TEDA de 2009 à 2012. 
Début 2012, il devient l'entraîneur de Shenyang Shenbei mais ne reste que quelques mois en poste puisqu'il est limogé le 2 mai à la suite des mauvais résultats de l'équipe.

## Palmarès
Avec les Pays-Bas
- Finaliste de la Coupe du monde de football en 1974 et 1978

Avec l'Ajax Amsterdam
- Vainqueur de la Coupe intercontinentale en 1972
- Vainqueur de la Supercoupe de l'UEFA en 1973
- Vainqueur de la Coupe des clubs champions européens en 1971, 1972 et 1973
- Champion des Pays-Bas en 1970, 1972, 1973
- Vainqueur de la Coupe des Pays-Bas en 1970, 1971 et 1972

Avec le RSC Anderlecht
- Vainqueur de la Supercoupe de l'UEFA en 1976 et 1978
- Vainqueur de la Coupe d'Europe des vainqueurs de coupe en 1976 et 1978
- Champion de Belgique en 1981
- Vainqueur de la Coupe de Belgique en 1976

Avec le Standard de Liège
- Champion de Belgique en 1982 et 1983

## Statistiques
Arie Haan joue entre 1970 et 1984, 419 matches de championnat (aux Pays-Bas et en Belgique essentiellement) et marque 70 buts.